# Polyscytalum pustulans
Polyscytalum pustulans är en svampart som först beskrevs av M.N. Owen & Wakef., och fick sitt nu gällande namn av M.B. Ellis 1976. Polyscytalum pustulans ingår i släktet Polyscytalum, divisionen sporsäcksvampar och riket svampar.   Inga underarter finns listade i Catalogue of Life.